# 伯勒西察鄉
44°23′N 23°08′E / 44.383°N 23.133°E
伯勒西察鄉（羅馬尼亞語：Comuna Bălăcița, Mehedinți），是羅馬尼亞的鄉份，位於該國西南部，由梅赫丁茨縣負責管轄，面積99平方公里，海拔高度271米，2007年人口3,254，人口密度每平方公里33人。